# Párizs-Nanterre-i Egyetem
A Párizs-Nanterre Egyetem Franciaország Île-de-France régiójában működő egyetem és kutatóintézet.
Az egyetem multidiszciplináris, közgazdaságtanra, humán- és társadalomtudományokra, jogra, irodalomra, pszichológiára és államtudományokra specializálódott.
Az egyetem az 1964-ben alapított Levél- és Humántudományi Kar, valamint a sorbonne-i torlódások enyhítésére 1966-ban létrehozott Jog- és Gazdaságtudományi Kar örököse. Az 1960-as évek végén az akadémiai világot jelölő események színhelye.

## Híres professzorok
- Étienne Balibar, francia marxista filozófus

## Híres diplomások
- Stolcz Ádám, magyar költő
- Jean Baudrillard, francia szociológus, filozófus, politika- és kultúraelméleti gondolkodó, fotográfus
- Vincent Chalvon-Demersay, francia forgatókönyvíró és filmrendező
- Vida József, magyar bankár
- Novák Katalin, magyar politikus
- Nicolas Sarkozy volt francia elnök